# Пантеон (Париж)
Пантеонът (на френски: Panthéon) е гробница на известни личности, намираща се в сърцето на Латинския квартал в Париж (V арондисман), на възвишението Сент Женвиев. Построена за църква в чест на светицата Женвиев (Геновева Парижка – покровителка на Париж), по време на Френската революция сградата е превърната в светски храм в прослава на влиятелните французи, погребани в криптата.

## Архитектура
Пантеонът е изграден в периода 1757 – 1790 г. Той е ранен образец на неокласическата архитектура с фасада, като на първоначалния Пантеон в Рим, и просторен интериор във формата на гръцки кръст. Елипсовидният купол е оказал влияние върху проекта за сградата на американския Капитолий. Последователните изменения на функцията на сградата водят до модификации по фронтона ѝ, а някои от първоначалните ѝ прозорци са зазидани, за да се придаде на интериора ѝ по-тъмна и погребална атмосфера. Забележителност на сградата е и Махалото на Фуко (демонстриращо съответното откритие на Леон Фуко), поставено през 1851 г. Това е 27-килограмова сфера, закачена на стоманено въже, дълго 67 m. На дъното ѝ има метален шип, който очертава движението на махалото по посипания с пясък под.

## Погребани
Мнозина от най-влиятелните личности във Франция са намерили последен покой в тази огромна сграда, извисила се над Латинския квартал. Към 2018 г. в него са разположени останките на 78 души, от които 73 мъже и 5 жени. Повечето от тях са погребани по време на Първата империя на Наполеон I Бонапарт.
Сред погребаните са:
- Мирабо – първият погребан там; по-късно останките му са прехвърлени в гробището Клермонт
- Жан-Жак Русо
- Волтер
- Жозеф Луи Лагранж
- Виктор Юго
- Лазар Карно
- Мари Франсоа Сади Карно
- Емил Зола
- Луи Брайл
- Пиер Кюри
- Мария Кюри
- Александър Дюма-баща